# Casa Torre Galarza
La Casa Torre Galarza de Aretxabaleta (Guipúzcoa, España) es una construcción exenta de carácter defensivo cuyo origen se remonta al Medioevo. Su localización en las faldas del monte Murugain obedece a la finalidad estratégica de control del valle de Leniz, desde su posición.
Edificio que se encuentra dentro de la tipología arquitectónica de las casas-torre, conservando, a pesar de su actual estado de deterioro, las características formales que le son propias.
Es un edificio construido en mampostería y sillería que conserva elementos constructivos de interés artístico como son: vanos ojivales, ventanas geminadas y algunas saeteras.